# Derby
För andra betydelser, se Derby (olika betydelser).

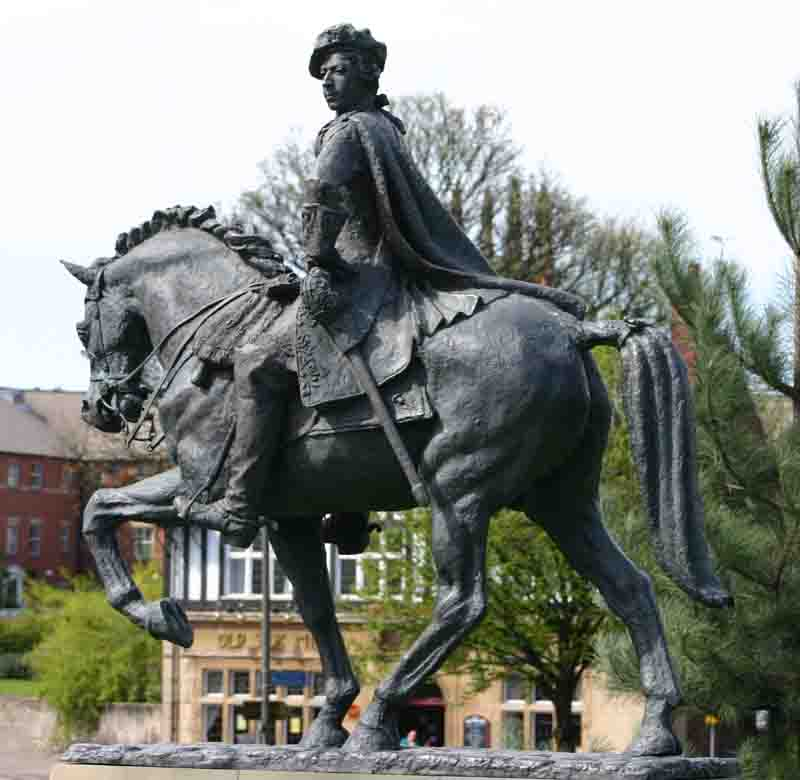
Bonnie Prince Charlie.

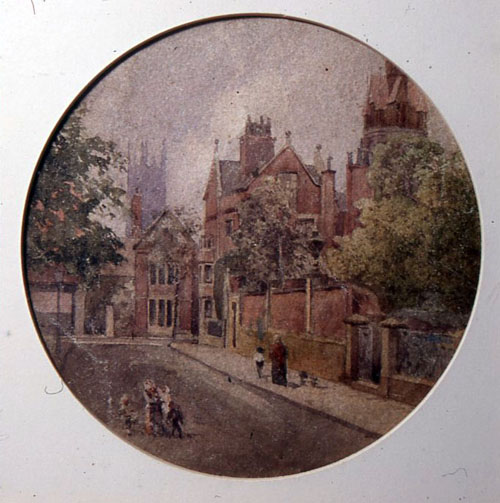
Handmålat fat från Royal Crown Derby.

City of Derby i Derbyshire

Derby (uttalat "daa-bi" /ˈdɑːbɪ/) är en stad i grevskapet Derbyshire, i East Midlands, i England, och är belägen vid floden Derwent. Staden utgör en egen kommun, City of Derby. Folkmängden uppgår till drygt 260 000 invånare.

## Historia
Derby har varit bebott åtminstone sedan år 50. Romerska kejsardömets armé var där för att skydda ett viktigt ställe, där man kommer över floden Derwent. Efter romarna kom anglosaxare, och vikingarna kom 875. Staden nämndes i Domedagsboken (Domesday Book) år 1086, och kallades då Derby.
År 1721 byggdes en silkesväveri vid floden Derwent, där man fick vattenkraft för maskiner. Senare byggdes Derwent Valley Mills, som är ett världsarv.
1745 besökte tronpretendenten Bonnie Prince Charlie och hans trupper Derby på vägen till London. Det var här de fattade det viktiga beslutet att inte fortsätta längre söderut.
Järnvägen kom till Derby 1839.

## Näringsliv
Staden är framför allt känd för sin porslinsindustri, The Royal Crown Derby Porcelain Company, eller Royal Crown Derby i dagligt tal.
Staden är hemort för mikrobryggeriet Brunswick Brewery Ltd.
Rolls-Royce tillverkade bil- och flygmotorer i staden från början av 1900-talet till 1946, och fortsätter ännu med flygmotorer. Toyotas stora fabrik invigdes 1992 i Burnaston, västra Derby.

## Kultur
Derby Museum and Art Gallery har stora samlingar av Joseph Wright of Derbys verk.
Derby Silk Mill (det gamla silkesväveriet) är ett museum om industriella historien i Derby.